# マイク・デオダート
マイク・デオダート（Mike Deodato, 1963年5月23日 - ）は、ブラジルパライバ州カンピナグランデ出身のアメリカン・コミックスのアーティストである。マイク・デオダート・Jr（Mike Deodato Jr.）とも表記される。

## キャリア
デオダートの最初の作品のひとつはイノベーション・パブリシングより出版されたテレビドラマ『美女と野獣』の翻案コミックであった。デオダートはその後、ウィリアム・メスナー＝ロエブス脚本の『ワンダーウーマン』によりアメリカのコミック界で有名となった。『ワンダーウーマン』の後はウォーレン・エリス』脚本の『マイティ・ソー』に参加し、さらにその後はロブ・ライフェルドの『グローリー』を手がけた。
1990年代半ばのデオダートのアートスタイルはジム・リーを連想させるものであったが、ブルース・ジョーンズ脚本の『インクレディブル・ハルク』からはより写実的なものとなった。その後彼はドクター・ストレンジ関連タイトルである『ウィッチーズ』を手がけ、さらに『アメイジング・スパイダーマン』と『ニューアベンジャーズ』のレギュラーアーティストとなった。2007年からデオダートは『サンダーボルツ』の第110号から再びウォーレン・エリスと組んだ。2009年創刊された『ダークアベンジャーズ』でもレギュラーアーティストを務め、さらに2010年からのエド・ブルベイカー脚本の『シークレットアベンジャーズ』にも就任した。2011年からは『ニューアベンジャーズ』のアーティストに復帰した。

## ビブリオグラフィ

### ダークホース
- Lady Death vs. Vampirella
- Star Wars Tales 7
- Xena #9-14

### DC
- Batgirl Annual #1 (2000)
- Batman #570 (1999)
- Batman 80-Page Giant #3 (2000) 他のアーティストと共同
- Batman: Shadow of the Bat #87 (1999)
- Detective Comics #736 (1999)
- Legends of the DC Universe (ワンダーウーマン) #4-5 (1998)
- Wonder Woman, vol. 2, #0, 85, 90-100 (1994-95)

### イメージ
- Glory #1-10 (1995-96) 他のアーティストと共同
- Jade Warriors #1-3 (1999–2000)
- WildC.A.T.s #47 (1998) エド・ベンズ（英語版）と共同

### マーベル
- Amazing Spider-Man (スパイダーマン) #509-529; (ハリー・オズボーン) #546 (2004-08)
- Avengers #380-382, 384-385, 387-388, 390-391, 393-395, 397-402 (1994-96)
- Avengers, vol. 3, #61-62 (2003)
- Avengers, vol. 5, #10 (2013)
- Avengers: The Crossing (1995)
- BrooklyKnight #1 (2012)
- Captain America #616-617 (2011) 他のアーティストと共同
- Dark Avengers #1-6, 9-16 (2009-10)
- Dark Avengers/Uncanny X-Men: Exodus (2009) テリー・ドッドソン（英語版）と共同
- Dream Police (2005)
- Elektra #1-19 (1996-98)
  - Elektra #-1 (1997, Flashback issue)
- Incredible Hulk vol. 2, #447-453 (1996-97)
- Incredible Hulk, vol. 3, #50-54, 60-65, 70-72 (2003-04)
- Incredible Hulk: Hercules Unleashed (1996)
- Journey into Mystery #503-506, 508-511 (1996-97)
- Moon Knight, vol. 2, #20 (2008)
- New Avengers #17-20 (2006)
- New Avengers, vol. 2, #9-current (2011)
- New Avengers Finale (among other artists) (2010)
- Punisher: War Journal, vol. 2, #4 (2007)
- Secret Avengers #1-4, 6-10, 12 (2010-11)
- Spider-Man Unlimited #21-22 (1998)
- Thor vol. 1, #491-502 (1995)
- Thunderbolts #110-121 (2007-08)
- Thunderbolts Prelude (1997, reprints team's first appearance in Incredible Hulk vol. 2, #449)
- Tigra #1-4 (2002)
- Ultimates Annual #2 (2006)
- Witches #1-4 (2004)
- Wolverine, vol. 2, Annual #2 (2008)
- Wolverine: Origins #28-30 (2008-09)
- X-Men: Legacy #212 (2008) スコット・イートン（英語版）と共同
- X-Men: Original Sin (2008) ワンショット
- X-Men Unlimited #32 (2001)
- X.S.E. #1-4 (1996–97) ミニシリーズ

### その他の出版社
- Beauty and the Beast (イノベーション（英語版）)
- The Cartoon Art of Mike Deodato, Jr. (レッド・ジャイアント・エンターテインメント（英語版）)
- Death Kiss (マキシマム・プレス)
- Lady Death #5-8 (カオス!（英語版）)
- Lady Death vs. Vampirella: Uncommon Ground (カオス!)
- Lost in Space (イノベーション)
- Mack Bolan: The Executioner (イノベーション)
- Mike Deodato's Comics & Stories (レッド・ジャイアント・エンターテインメント) [2]
- Mike Deodato's Jade Warriors 2014 (レッド・ジャイアント・エンターテインメント)
- Mike Deodato Jr's Sketchbook (2014) (レッド・ジャイアント・エンターテインメント)
- Purgatori (カオス!)
- Quantum Leap (イノベーション)
- Samuree, vol. 2, #3 (コンティニュイティ（英語版）)
- Turok (ヴァリアント（英語版）)